# Novo Santo Antônio (Mato Grosso)
Novo Santo Antônio é um município brasileiro localizado no estado de Mato Grosso, Região Centro-Oeste do país. Foi emancipado de São Félix do Araguaia em 29 de setembro de 1999. Até então, chamava-se Santo Antônio do Rio das Mortes, em referência ao padroeiro e a sua localização geográfica às margens do Rio das Mortes.
Todo dia 13 de junho é comemorado o dia do padroeiro do município com as tradicionais rezas, quadrilhas, leilões e não tão tradicionais apresentações de forró de teclado.

## Últimos prefeitos eleitos
| Ano  | Prefeito        | Partido | Votos | %     | Ref    |
| ---- | --------------- | ------- | ----- | ----- | ------ |
| 2004 | Joao Mara       | PPS     | 600   | 57,14 | [ 6 ]  |
| 2008 | Quatro Olho     | PMDB    | 603   | 43,73 | [ 7 ]  |
| 2012 | Eduardo Penno   | PMDB    | 536   | 40,45 | [ 8 ]  |
| 2016 | Adão Brechó     | PRB     | 575   | 40,21 | [ 9 ]  |
| 2020 | Adão Belchior   | DEM     | 681   | 49,13 | [ 10 ] |
| 2024 | Júnior Contador | PSB     | 850   | 51,42 | [ 11 ] |